# МТ-ЛБ С
МТ-ЛБ С — украинская гусеничная бронированная медицинская машина, разработанная на базе советского плавающего бронетранспортёра МТ-ЛБ.

## История
После начала боевых действий на востоке Украины весной 2014 года возросли потребности вооружённых сил Украины в технике для эвакуации раненых и травмированных военнослужащих.
Проект санитарной машины на базе МТ-ЛБ начали разрабатывать в конце 2014 года. В 2015 году киевская компания ООО НПК «ВК Система» в инициативном порядке разработала и представила образец бронированной медицинской машины для вооружённых сил Украины, который завершил испытания к осени 2015 года.
К началу ноября 2015 года был изготовлен один опытный экземпляр бронемашины (бортовой номер "103", неофициальное название "Эскулапочка") и начато изготовление трёх серийных машин (в соответствии с приказом министерства обороны Украины от 23 сентября 2015 года об обеспечении вооружённых сил Украины боевыми бронированными медицинскими машинами).
В конце 2015 года бронированная медицинская машина МТ-ЛБ-С была официально принята на вооружение сухопутных войск вооружённых сил Украины.
До 29 декабря 2016 года было изготовлено и поставлено в вооружённые силы Украины 22 машины, в 2017 году запланировано переоборудование дополнительного количества МТ-ЛБ в санитарные машины МТ-ЛБ С.
26 октября 2017 заместитель начальника лечебно-эвакуационного отдела Военно-медицинского департамента минобороны Украины полковник медицинской службы Петр Мех сообщил в интервью, что всего за 2016 - 2017 годы было изготовлено и поставлено в войска 30 МТ-ЛБ С (22 шт. в 2016 году и 8 шт. в 2017 году).
В апреле 2018 года в войска передали ещё одну партию МТ-ЛБ С. Всего в 2018 году в войска передали 10 бронемашин этого типа.
До 26 марта 2019 года было изготовлено и передано в войска 45 шт. МТ-ЛБ С.
23 августа 2020 года на аэродроме Васильков в Киевской области президент Украины В. А. Зеленский передал в войска 132 единицы вооружения и военной техники (в том числе, две МТ-ЛБ С). Всего в 2020 году в войска передали 16 машин этого типа.
7 февраля 2021 года в докладе Украинской военно-медицинской академии было упомянуто, что всего с 2015 до конца 2020 года в войска передали 70 МТ-ЛБ С.

## Описание
МТ-ЛБ С предназначена для оказания доврачебной помощи и транспортирования раненых (в том числе, тяжелораненных) из труднодоступных районов, зон аварий, стихийных бедствий и боевых действий.
В сравнении с МТ-ЛБ, внутренний объём корпуса машины существенно увеличен (за счёт увеличения высоты десантного отделения). Также бронемашина оснащена оборудованием для оказания первой медицинской помощи (медикаменты, перевязочные материалы и жгуты, шины для иммобилизации, кислородный ингалятор КИ-4.02...), лебёдкой с электроприводом и длиной троса 50 метров (для вытягивания раненых через простреливаемые участки местности) и 5 носилками.
Экипаж бронемашины — 2 или 3 человека (командир машины, механик-водитель и, при необходимости - санитар-носильщик).
Кроме того, бронемашина может принимать от 4 до 8 раненых (четверых лежачих «тяжёлых» раненых или до 8 легкораненых в сидячем положении).
К концу 2016 года компания-производитель разработала варианты модернизации бронемашины (усиление бронирования и замена силовой установки на новый дизельный двигатель).
В марте 2017 года стоимость одной машины составляла свыше 2,5 млн. гривен.

## Варианты и модификации

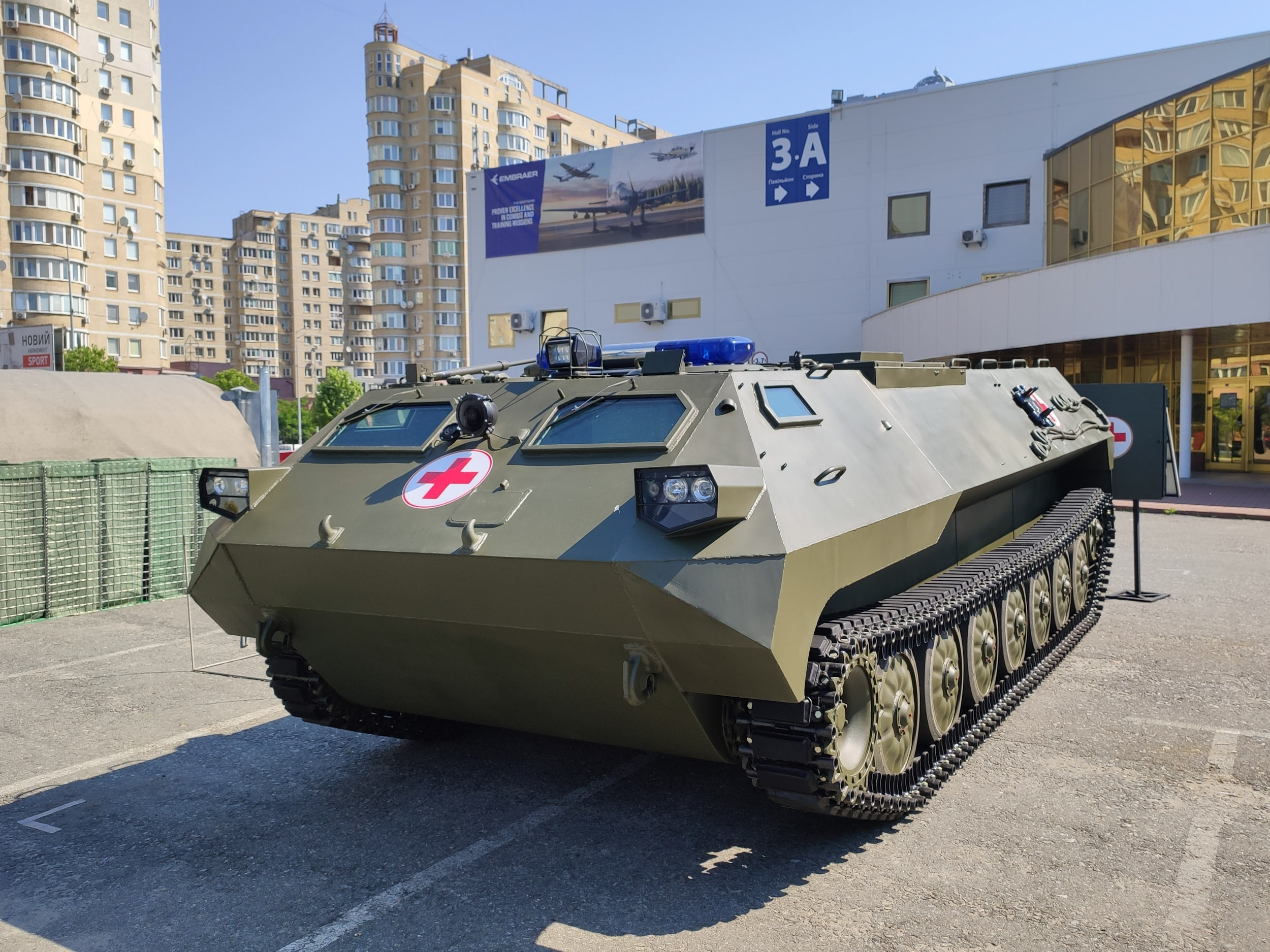
МТ-ЛБуС на выставке "Зброя та безпека-2021"

- МТ-ЛБуС - проект санитарно-эвакуационной машины из МТ-ЛБу, предложенный киевской компанией ООО "КОРТ"[13]. Машина оборудована двумя стеклоблоками, установленными в лобовой броневой лист и новыми сдвоенными фарами, в десантном отсеке установлены носилки для раненых. 14 июня 2021 года демонстрационный образец МТ-ЛБуС был представлен на проходившей в Киеве оружейной выставке "Зброя та безпека-2021".

## Страны-эксплуатанты
- Украина:
  - Сухопутные войска Украины[4]